# Vitel·la

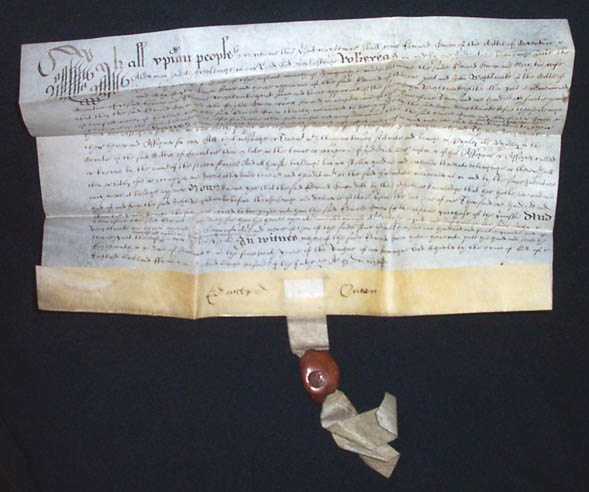
Manuscrit de vitel·la de l'any 1638

La vitel·la (del llatí vitula, diminutiu de vitella, 'vedella') és un tipus de pergamí de "cuir de vedell" d'excel·lent qualitat amb una textura gairebé transparent en la qual s'escrivia o es pintava. La majoria de les obres de l'edat mitjana eren d'aquest paper. Per exemple un quart de les 180 còpies de la Bíblia de Gutenberg de la primera edició del 1455 són de vitel·la.
En ser un tipus molt difícil d'aconseguir, només s'emprava en còdexs molt luxosos.
La vitel·la es feia a partir de la pell d'animals molt joves o nonats, generalment vedells, i se seguia per a la seua elaboració el mateix procés que amb la resta de pergamins, si bé en resultava un tipus de suport més blanc, fi i flexible. La pell també pot ser d'ovella o qualsevol altre animal que tingui pell com l'antílop.
És un tipus de pergamí, per fer les pàgines d'un llibre o còdex, caracteritzat per la seva primesa, la seva durabilitat i la seva llisor. Estrictament parlant, el paper vitel·la hauria de ser solament el fet de pell de vedell (vitela), però el terme va començar a ser usat per designar un pergamí de qualitat molt alta, independentment de l'espècie d'animal d'on provenia la pell amb la qual havia estat produït. Hi ha una imitació moderna del "paper vitel·la" feta de cotó, tot i que encara es fabrica una mica de veritable paper vitel·la. El terme també pot referir a manuscrit o llibre escrit en tal material.
El paper vitel·la era originalment un material translúcid o opac produït de pell de vedell que havia de ser mullada, sotmès a un procés amb calç, i esquilada, i després assecada a temperatura ambient sota tensió, usualment donada per un dispositiu de fusta anomenat marc estirador. No obstant això, la vitel·la animal pot incloure qualsevol altre material fet de pell, d'ovella o pràcticament de qualsevol altra pell obtinguda d'un animal relativament petit, per exemple un antílop. Els termes paper vitel·la i pergamí es van tornar confusos; tradicionalment el primer està fet de pell de vedell, i en conseqüència tenia un dels seus costats una mica més granulat, mentre que el segon era produït de la pell d'una ovella o cabra o una altra classe de pell, i en conseqüència no tenia una banda granulat. La distinció important entre paper vitel·la (o pergamí) i cuir és que el primer és més clar perquè és preparat essencialment pel remull de la pell en calç i un assecat sota tensió.

## Manuscrits

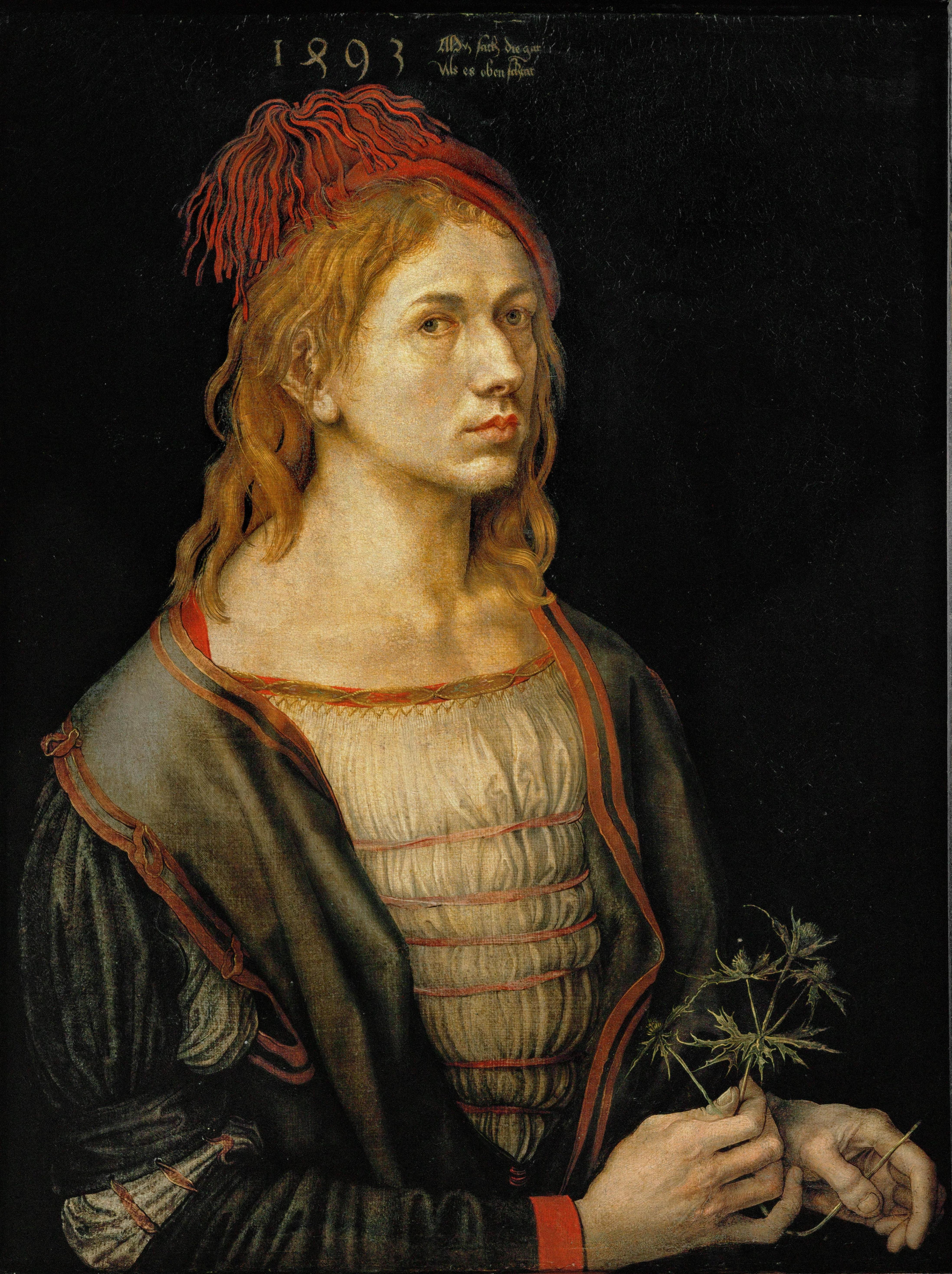
El primer Autoretrat Pintat per Albrecht Dürer (1493); originalment fet en oli sobre paper vitel·la, i ara transferit a lli Louvre, París

La majoria dels manuscrits de l'edat mitjana, tant els il·lustrats com els que no, van ser escrits sobre paper vitel·la. La millor qualitat, paper vitel·la uterí, feta de les pells de animals nadons o encara no nascuts. Alguns textos budistes també han estat escrits en paper vitel·la.
Un quart de les 180 còpies de la primera edició de la Bíblia de Gutenberg de Johannes Gutenberg, impresa el 1455 amb tipus mòbils va ser també imprès en paper vitel·la, presumiblement perquè el seu mercat esperava d'ell un llibre d'alta qualitat. El paper aviat va prendre el control de la majoria de les impressions de llibres, ja que aquest era més barat i fàcil de maniobrar a través de la impremta.
En l'art, el paper vitel·la va ser usat àmpliament per pintura, especialment si havien de ser enviades a llargues distàncies, abans que el llenç comencés a ser usat massivament al voltant de l'any 1500, i va continuar sent usat per als dibuixos, i aquarel·les.
El paper vitel·la tou o el pergamí tou van ser usats sovint en els segles xvi i xvii, i de vegades eren daurats però no solien ser ornamentats. En els segles següents la vitel·la ha estat més comunament usada com cuir, ja que pot ser tenyida de pràcticament qualsevol color.
A la Bibliothèque Municipale de Troyes (Ms. 504) hi ha uns manuscrits sobre paper vitel·la que daten de l'any 600 i estan en excel·lents condicions.

## Usos moderns
Avui dia, a causa de la baixa demanda i el complicat procés de manufactura, el paper vitel·la és car i difícil de trobar. Hi ha una imitació feta de cotó i també s'anomena paper vitel·la. Es coneix com a paper vitel·la (també) a aquest material, que és considerablement més barat que el paper vitel·la d'animal i pot ser trobat en moltes llibreries tècniques o artístiques. Usualment translúcid, el paper vitel·la és usat en aplicacions com els plànols d'arquitectura. Algunes marques de paper d'escriure o altres tipus de paper usen el terme "vitela" o "vellum" simplement per suggerir qualitat, i usualment el paper és, de fet, completament normal.
Actualment a un dels llocs que es fa servir el paper vitel·la (real, no el que està fet de cotó) és per escriure les actes del Parlament del Regne Unit perquè conservin millor un cop arxivades. Fan bé a confiar en la perdurabilitat del paper vitela: un llibre de salms d'irlandesos va ser descobert el juliol de 2006, a un pantà d'Irlanda, després de més de mil anys.